# The Making of Longbird
The Making of Longbird ist ein britischer teilanimierter Kurzfilm von Will Anderson aus dem Jahr 2011.

## Handlung
Der russische Zeichentrick-Pionier Vladislav Aleksandravich Feltov schuf einst die legendäre Figur des Long Bird, eines überlangen Vogels, der mit Vögeln in Normalgröße Situationen in Schwarzweiß durchlebte. Bei einem Feuer verbrannte ein Großteil von Feltovs Werk, darunter auch die meisten Aufnahmen von Longbird. Will Anderson will Feltov nun wiederentdecken und die Geschichte um Longbird mit moderner Technik fortschreiben, auch wenn er sich dabei Cut-Out-Animation wie einst Feltov bedienen will. Das Unternehmen erweist sich als schwierig, weil Longbird, einmal zum Leben erweckt bzw. animiert, äußerst mürrisch reagiert. Mit starkem russischen Akzent macht er Anderson klar, dass er ein Nichts sei, keine Ahnung von russischer Kultur habe und nicht einmal ein Skript vorweisen kann. Als Longbird auch nach 37 Minuten immer noch hämisch über Andersons Arbeitsweise herzieht, schneidet der Regisseur ihn mit einer Schere an. Longbird beschwert sich lauthals, dass Feltov ihn nie so behandelt habe.
Die Tage vergehen mit verschiedenen Zeichenvarianten, der Arbeit am Skript und dem Versuch, Longbirds Verhalten nach dem Skript zu steuern, was sich als unmöglich erweist. Steht Longbird im gezeichneten Verkehr, weigert er sich so lange die Straße zu überqueren, bis er von einem animierten Auto überfahren wird und sein Papieräußeres zerknittert. Immer wieder verlässt Anderson das Animationsstudio und lässt den Vogel zurück, der in der Stille zu singen beginnt. Der Regisseur gibt jedoch nicht auf und versucht zahlreiche Modevarianten, um den schwarzen, langen Longbird attraktiver aussehen zu lassen. Stets entgegnet der Vogel, dass die Versuche nicht witzig seien. Ein Video Longbirds auf einer Internetplattform bestätigt die Ahnung des Vogels – das Video wird kaum angesehen, erhält jedoch vernichtende Kommentare. Anderson reicht es und er geht. Er lässt den rufenden Longbird allein mit einer glimmenden Zigarette im Studio zurück. Wie es im daneben liegenden Drehbuch aufgeschrieben ist, brennt die Zigarette nieder und verursacht ein Feuer, das auch den fragenden und rufenden Vogel umbringt.

## Produktion
The Making of Longbird entstand als Abschlussfilm Andersons am Edinburgh College of Art, das den Film produzierte. Es handelt sich um einen Mix aus Animations- und Realfilmsequenzen im Stil einer Mockumentary. Erstmals wurde der Film im September 2011 auf dem World Festival of Animated Film in Varna, Bulgarien, sowie auf dem Internationalen Filmfestival Warschau in Polen gezeigt.

## Auszeichnungen
The Making of Longbird wurde 2011 auf dem Internationalen Filmfestival Warschau mit dem Grand Prix für den besten Kurzfilm ausgezeichnet. Im gleichen Jahr gewann er auf dem Internationalen Leipziger Festival für Dokumentar- und Animationsfilm den Publikumspreis und die Goldene Taube in der Kategorie Animierter Film/Video.
Auf dem Festival d’Animation Annecy erhielt The Making of Longbird 2012 den Preis für den besten Abschlussfilm. Er gewann 2012 den BAFTA Scotland Award für die beste Animation und erhielt ebenfalls 2012 den Publikumspreis und den Preis für den besten britischen Kurzfilm auf dem Edinburgh International Film Festival. 
The Making of Longbrid gewann 2013 den BAFTA in der Kategorie Bester animierter Kurzfilm.